# Bùi Viêm
Bùi Viêm (裴炎, khoảng 600 - 30 tháng 11, 684), tự Tử Long, là tể tướng Trung Quốc đời Đường. Thời kì làm quan của Bùi Viêm được xem là giai đoạn thành công của nhà Đường, đặc biệt là thời kì cải cách của Lý Thế Dân. Trong giai đoạn làm quan của mình, Bùi Viêm luôn được xem là một vị quan quan trọng của triều đình. Ông đã dẹp loạn được nhiều cuộc làm phản đem lại sự thái bình cho vương triều nhà Đường thịnh vượng. Ông được vua Đường phong chức tể tướng trông coi trong triều. Bước qua giai đoạn trị vị của Võ Tắc Thiên, Bùi Viêm không được trọng dụng như trước.